# Kungsträdgården

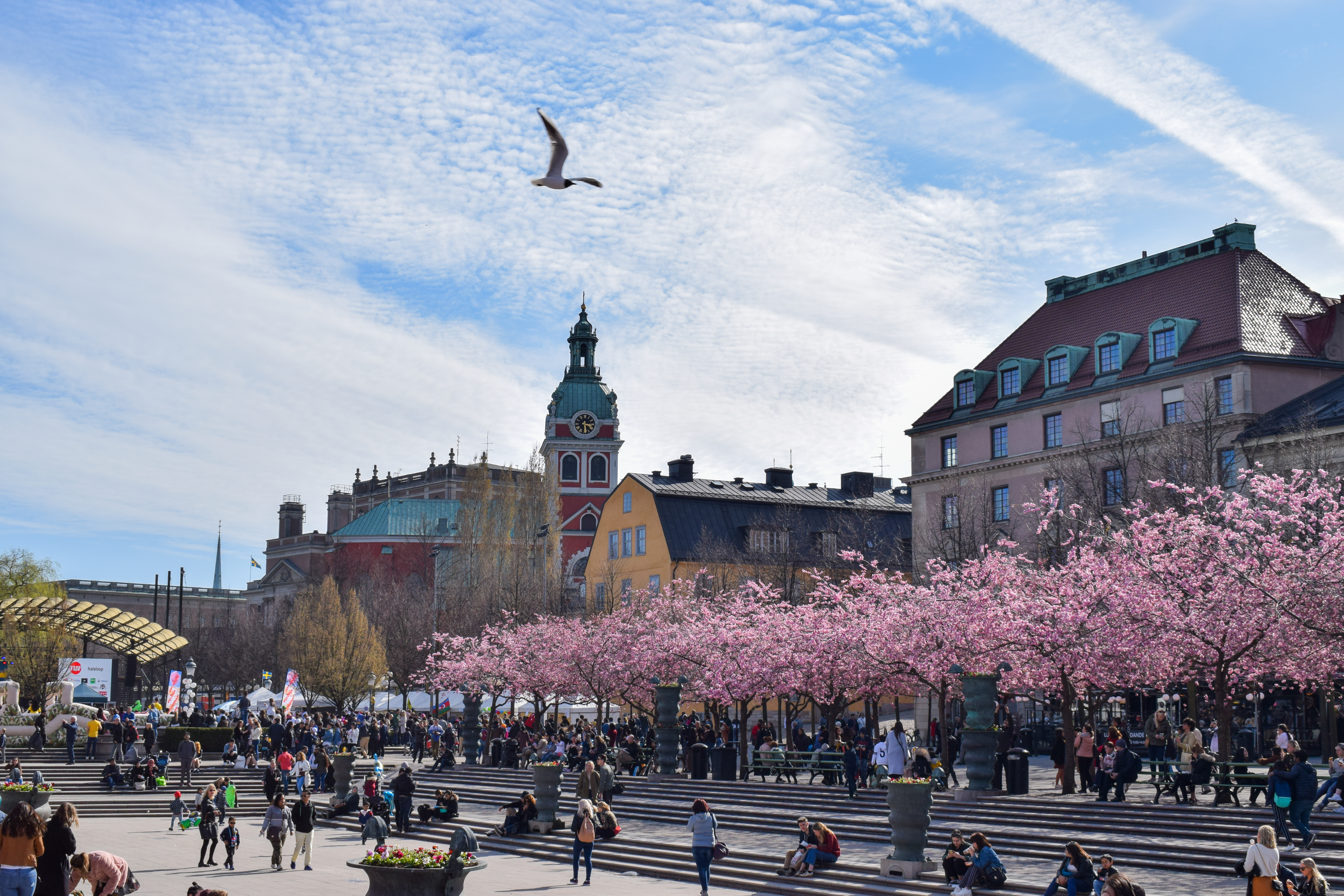

Kungsträdgården est un parc de Stockholm, en Suède. Son nom se traduit littéralement par « le jardin du roi », faisant référence à son usage historique en tant que verger.
C'est un lieu de rencontre très prisé grâce au fait qu'il se situe en centre-ville et à la présence de nombreuses terrasses de cafés à sa périphérie. Des concerts et diverses manifestations y sont organisés pendant l'été, et une patinoire y est montée en hiver. En 1998, soixante-trois cerisiers du Japon y ont été plantés, qui fleurissent dans la première quinzaine de mai.
Les défilés du 1er mai ont habituellement lieu dans ce parc tous les ans. De nombreux sites célèbres de Stockholm sont situés à proximité de Kungsträdgården, comme l'opéra de Stockholm, l'office du tourisme ou le grand magasin Nordiska Kompaniet.
Le film Stockholmsnatt a été tourné en partie dans ce parc.